# Перемишльський район (Калузька область)
Перемишльський район (рос. Перемышльский район) — муніципальне утворення в Калузькій області Росії. Адміністративний центр — село Перемишль.

## Географія
Площа 1156 км². Район межує з приміською зоною Калуги, Ферзиковським, Козельським і Бабинінським районами Калузької області, на південному сході — з Тульської областю.
Основні річки — Ока, Жиздра.

## Історія
Район було утворено 12 липня 1929 року у складі Калузького округу Московської області.

## Економіка
40 % площі району припадає на сільськогосподарські угіддя. Сільське господарство спеціалізується на молочно-м'ясному тваринництві, вирощуванні зернових культур, картоплі та овочів. Особливим родючістю відрізняються заплавні землі вздовж Оки і Жіздри.
Промисловість представлена переробкою сільськогосподарської продукції (молзавод).

## Транспорт
Територією району проходять дві автомагістралі: Калуга — Тула і Калуга — Козельськ.

## Цікаві
Село Борищево у Перемишльському районі — батьківщина роду Челюскіних. У Борищево народився полярний дослідник Семен Іванович Челюскін. За 2 км лежить село Орля зі старовиною церквою 1750 року. На території району знаходиться також важливий пам'ятник археології — село Воротинськ, яке згадується в Іпатіївському літописі через події 1155 року.